# ニュースエコー
『ニュースエコー』（NEWS ECHO）は、IBC岩手放送（IBCテレビ）で放送している夕方のローカルニュース番組。

## 概要
1977年4月4日にスタートし、現在ではIBC及び岩手県内民放テレビ4局のローカル番組中では、一番の長寿番組である。
夕方のニュース番組においては、他県のJNN系列局においては『テレポート』『Nスタ』といった、キー局TBSテレビの番組に倣ったタイトルを使用する局が大勢を占める中、一度も中断せずに綿々と独自の看板を維持し続けている。
テーマ曲やジングル等は、1980年代から音楽家の佐藤将展（元姫神せんせいしょん）が一貫して作曲。当番組のテーマ曲を短縮、あるいはアレンジしたものを使用する『岩手日報IBCニュース』とともに、2022年現在も使用中である（2009年に一時中断）。
他県系列局の例に刺激されてか、1990年4月から1997年3月まで土曜日も17:30（1996年4月より18:00開始に変更）から放送したり、1999年10月から2001年9月まで、平日の深夜帯（0:50 - 1:05）にダイジェスト放送を行ったこともある。
OP映像の右下に最後「協力：岩手日報」とクレジットされているが、『岩手日報IBCニュース』同様、同社は番組内容にはあまり関与していない（IBCと岩手日報の協力関係を示すための表示）。
地上デジタル放送の本放送開始と同時に、タイトル画のみハイビジョンとなったものの、本編のハイビジョン放送開始は2007年7月2日からとなった。

## 放送時間
| 期間          | 期間          | 放送時間（JST）       | 放送時間（JST）       |
| 期間          | 期間          | 月曜日 - 金曜日       | 土曜日                |
| ------------- | ------------- | --------------------- | --------------------- |
| 1977年4月4日  | 1990年3月30日 | 18:00 - 18:30（30分） | （放送なし）          |
| 1990年4月2日  | 1996年3月30日 | 18:30 - 19:00（30分） | 17:30 - 18:00（30分） |
| 1996年4月1日  | 1997年3月29日 | 18:30 - 19:00（30分） | 18:00 - 18:30（30分） |
| 1997年3月31日 | 2000年3月31日 | 18:30 - 19:00（30分） | （放送なし）          |
| 2000年4月3日  | 2002年3月29日 | 18:21 - 19:00（39分） | （放送なし）          |
| 2002年4月1日  | 2005年3月25日 | 18:19 - 18:55（36分） | （放送なし）          |
| 2005年3月28日 | 2009年3月27日 | 18:16 - 18:55（39分） | （放送なし）          |
| 2009年3月30日 | 2009年9月25日 | 18:05 - 18:45（40分） | （放送なし）          |
| 2009年9月28日 | 2010年3月26日 | 17:50 - 18:40（50分） | （放送なし）          |
| 2010年3月29日 | 現在          | 18:15 - 18:55（40分） | （放送なし）          |

## キャスター

### 現在
すべてIBCのアナウンサー。
- 浅見智（2005年3月28日 - 2009年3月27日【月 - 金サブ】→2009年3月30日 - 2012年9月 【月 - 金メイン】→2012年10月 - 2013年3月28日【月 - 木メイン】、2015年4月1日 - 2023年9月22日【木・金メイン】→2023年10月5日 -【月 - 木メイン】）
  - 月曜 - 木曜メインキャスター。不在時は井丸が担当。
- 甲斐谷望（2013年4月 - 2015年3月【月 - 木】→2015年4月 - 2016年3月【月 - 水】→2016年4月 - 2023年9月22日【木・金】[注釈 2]→2023年10月5日 -2025年3月28日【月 - 木】→2025年3月31日-【月 - 水・金】）
  - 月曜 - 水曜、金曜サブ&気象情報キャスター。不在時は川島が担当。
- 井丸貴拡（2023年10月5日 - ）
  - 金曜メインキャスター。不在時は浅見が担当。
- 川島有貴（2025年3月31日 - ） 
  - 木曜サブ&気象情報キャスター。不在時は甲斐谷が担当。
- 画面から見て、浅見・甲斐谷もしくは川島の担当時は甲斐谷もしくは川島が左側で浅見が右側、井丸・甲斐谷の担当時は井丸が左側で甲斐谷が右側に座る。代理キャスターとして本来の担当曜日外でこの体制で務める際も同じ[注釈 3] 。
- 上記以外の体制での代理キャスター出演時は、浅見・井丸の時は井丸が左側で浅見が右側[注釈 4]、甲斐谷・川島の時は川島が左側で甲斐谷が右側[注釈 5]、井丸・川島の時は井丸が左側で川島が右側に座る[注釈 6]。代理キャスターが出演の際は、冒頭の挨拶の後に「今日は私達でお伝えします」と代理キャスターが挨拶してから本題に入る。
- 基本的には代理キャスターは担当曜日ではないキャスターが務めるが、担当曜日ではないキャスターが休暇や出張、取材等で不在になり代理キャスターを務めれない場合は他のIBCアナウンサーが代理キャスターを務める事がある。
- 特番を19時以前から放送等になるために、短縮版になる場合はキャスター4人のうちの1人だけが出演する。

### 過去
すべてIBCアナ（異動、退社した者は当時）
| 1977.4.4  | 1978.3.31 | 河辺邦博   | 河辺邦博 | 河辺邦博 | 八重樫尚子 | 八重樫尚子 | 八重樫尚子 |  |  |  |  |  |  |  |  |
| 1978.4.3  | 1984.3.30 | 河辺邦博   | 河辺邦博 | 鈴木修   | （不明）   | （不明）   | （不明）   |  |  |  |  |  |  |  |  |
| 1984.4.2  | 1986.3.28 | 河辺邦博   | 河辺邦博 | 鈴木修   | 粟田真由美 | 粟田真由美 | 戸田信子   |  |  |  |  |  |  |  |  |
| 1986.3.31 | 1987.3.27 | 河辺邦博   | 河辺邦博 | 鈴木修   | 村松文代   | 村松文代   | 戸田信子   |  |  |  |  |  |  |  |  |
| 1987.3.30 | 1988.3.25 | 河辺邦博   | 河辺邦博 | 鈴木修   | 村松文代   | 村松文代   | 東海林克江 |  |  |  |  |  |  |  |  |
| 1988.3.28 | 1990.3.30 | 河辺邦博   | 河辺邦博 | 加藤久智 | 村松文代   | 村松文代   | 石川千鶴子 |  |  |  |  |  |  |  |  |
| 1990.4.2  | 1994.4.1  | 河辺邦博   | 河辺邦博 | 河辺邦博 | 村松文代   | 村松文代   | 村松文代   |  |  |  |  |  |  |  |  |
| 1994.4.4  | 1996.3.29 | 村松文代   | 村松文代 | 村松文代 | 神山浩樹   | 神山浩樹   | 神山浩樹   |  |  |  |  |  |  |  |  |
| 1996.4.1  | 1999.3.31 | 村松文代   | 村松文代 | 村松文代 | 伊東秀一   | 伊東秀一   | 伊東秀一   |  |  |  |  |  |  |  |  |
| 1999.4.1  | 2000.9.29 | 照井健     | 照井健   | 照井健   | 風見好栄   | 風見好栄   | 風見好栄   |  |  |  |  |  |  |  |  |
| 2000.10.2 | 2002.9.27 | 河辺邦博   | 河辺邦博 | 河辺邦博 | 風見好栄   | 風見好栄   | 風見好栄   |  |  |  |  |  |  |  |  |
| 2002.9.30 | 2004.3.26 | 河辺邦博   | 河辺邦博 | 河辺邦博 | 瀬谷佳子   | 瀬谷佳子   | 瀬谷佳子   |  |  |  |  |  |  |  |  |
| 2004.3.29 | 2005.3.25 | 村松文代   | 村松文代 | 村松文代 | 貞平麻衣子 | 奥村奈穂美 | 奥村奈穂美 |  |  |  |  |  |  |  |  |
| 2005.3.28 | 2009.3.27 | 村松文代   | 村松文代 | 村松文代 | 浅見智     | 浅見智     | 浅見智     |  |  |  |  |  |  |  |  |
| 2009.3.30 | 2011.4.1  | 浅見智     | 浅見智   | 浅見智   | 奥村奈穂美 | 奥村奈穂美 | 奥村奈穂美 |  |  |  |  |  |  |  |  |
| 2011.4.4  | 2012.9.28 | 浅見智     | 浅見智   | 浅見智   | 土村萌     | 土村萌     | 土村萌     |  |  |  |  |  |  |  |  |
| 2012.10.1 | 2013.3.28 | 浅見智     | 浅見智   | 神山浩樹 | 土村萌     | 土村萌     | 松原友希   |  |  |  |  |  |  |  |  |
| 2013.4.1  | 2015.3.27 | 照井健     | 照井健   | 神山浩樹 | 甲斐谷望   | 甲斐谷望   | 松原友希   |  |  |  |  |  |  |  |  |
| 2015.3.30 | 2016.3.25 | 照井健     | 浅見智   | 浅見智   | 甲斐谷望   | 松原友希   | 松原友希   |  |  |  |  |  |  |  |  |
| 2016.3.28 | 2016.9.30 | 江幡平三郎 | 浅見智   | 浅見智   | 奥村奈穂美 | 甲斐谷望   | 甲斐谷望   |  |  |  |  |  |  |  |  |
| 2016.10.3 | 2018.1.12 | 江幡平三郎 | 浅見智   | 浅見智   | 甲斐谷望   | 甲斐谷望   | 甲斐谷望   |  |  |  |  |  |  |  |  |
| 2018.1.15 | 2023.9.22 | 江幡平三郎 | 浅見智   | 浅見智   | 奥村奈穂美 | 甲斐谷望   | 甲斐谷望   |  |  |  |  |  |  |  |  |
| 2023.10.5 | 2025.3.28 | 浅見智     | 浅見智   | 井丸貴拡 | 甲斐谷望   | 甲斐谷望   | 奥村奈緒美 |  |  |  |  |  |  |  |  |
| 2025.3.31 |           | 浅見智     | 浅見智   | 井丸貴拡 | 甲斐谷望   | 川島有貴   | 甲斐谷望   |  |  |  |  |  |  |  |  |

#### メインキャスター
- 河辺邦博（現：IBCアナウンス学院長）

番組開始時からメインキャスターを務める。村松に一時その座を譲り、報道記者、ラジオパーソナリティなどを務めたが、照井に代わり2000年10月に番組に復帰。2004年4月のリニューアルと同時に降板。
- 錦織渓吉
- 伊東秀一
- 村松文代（1986年 - 1999年3月、2004年4月 - 2009年3月、報道部専任部長兼務）
- 照井健（土曜日、1999年4月 - 2000年9月 月曜 - 金曜、2013年4月 - 2015年3月 月曜 - 木曜→2015年4月 - 2016年3月 月曜 - 水曜）
- 江幡平三郎（2016年3月 - 2023年9月 月曜 - 木曜）

##### 金曜メインキャスター
- 鈴木修（1978年 - 1988年）
- 加藤久智（1988年 - 1990年）
- 神山浩樹（2012年10月 - 2015年3月）

#### サブキャスター
- 八重樫尚子（1977年 - ）
- 粟田真由美（ - 1986年）
- 伊藤美幸
- 田代親世（現：映画ライター）
- 神山浩樹（1994年4月 - 1996年3月）※2000年10月から2004年3月まで毎週金曜日に気象情報を担当。
- 伊東秀一（1996年4月 - 1999年3月　現：テレビ信州アナウンサー）
- 風見好栄（1999年4月 - 2002年9月）
- 瀬谷佳子（2002年10月 - 2004年3月）※現在もIBC報道記者として不定期出演。
- 貞平麻衣子（2004年4月 - 2005年3月 月 - 水担当キャスター。その後気象情報を担当し、2007年3月退社。）
- 土村萌（2011年4月4日 - 2012年9月 月 - 金→2012年10月 - 2013年3月28日までは月 - 木担当し降板。その後、2013年11月末日に退社した。）
- 松原友希（2012年10月 - 2015年3月 金曜日→2015年4月 - 2016年3月までは 木・金担当し、降板。）
- 奥村奈穂美（2004年4月 - 2005年3月【木・金】→2009年4月 - 2011年3月【月 - 金】→2016年4月 - 2023年9月22日【月 - 水】[注釈 7]→2023年10月5日 - 2025年3月28日【金】）

##### 金曜サブキャスター
- 戸田信子（1984年 - 1987年）
- 東海林克江（1987年 - 1988年）
- 石川千鶴子（1988年 - 1990年）

#### スポーツキャスター
1980年代後半には水曜日と金曜日にスポーツコーナーが設けられ、スポーツキャスターがいた。
- 菊池充（野球、ラグビー等1980年代半ばまでスポーツ実況を担当、後に宮古支社で報道記者）
- 近藤敏行
- 照井健
- 吉井祥博（現：テレビ神奈川アナウンサー）
- 田中康男（金曜特集『がんスポ!』担当）

県南支社転勤に伴い、2009年12月降板。
- 大原崇史

## 主な内容
- 岩手県内のニュースを伝える他、岩手県内のスポーツを特集する『スポーツI』、復興への取り組みを追った『復興への羅針盤』、県内の事件や身近な社会問題を解説する『チューモク』など月曜から金曜まで特集コーナーを設けている。

- 気象情報は県内全市町村のポイント予報を放送している。県内全市町村のポイント予報は、2009年4月に当番組で放送されるようになると他局も取り入れ始め、2010年5月にはNHK盛岡放送局のおばんですいわて、2011年7月からはテレビ岩手のニュースプラス1いわて、2012年4月から岩手めんこいテレビのmitスーパーニュース（現在はmit Live News）でそれぞれ市町村別の天気を伝え始めた。

## 歴史
- 1977年4月4日 - 放送開始。当時のキャスターは河辺邦博、八重樫尚子（当時の放送時間は、月 - 金 18:00 - 18:30）。
- 1990年4月2日 - 全国ニュースがそれまでの18:30 - 19:00だったものが、18:00 - 18:30に移動（JNNニュースコープの枠が、JNNニュースの森の枠になったため）したため、放送時間が30分繰り下がり、18:30 - 19:00となる。
- 1999年4月 - 照井健・風見好栄がキャスターに就任。
- 2000年 - 秋の改編で河辺邦博がメインキャスターに復帰。気象コーナーに神山浩樹を起用。
- 2002年 - 秋の改編で風見好栄に代わり瀬谷佳子をサブキャスターに起用。20年近く使用してきた報道部内のオープンスタジオから、第1スタジオでの放送に変更。
- 2003年5月26日 - 番組放送中に三陸南地震が発生。盛岡市でも震度5弱の揺れを観測し、キャスターも揺れながら地震の第一報を伝えていた。しかし、地震発生時に紫波町にあるIBC岩手放送のテレビ送信所のケーブルが破損し、IBCテレビの放送が停波するトラブル（停波は地震発生から約3時間後に解消している）が起き、この模様は放送されなかった。なお、翌日夕方の『JNNニュースの森』の中でこの模様を収めた映像が全国放送された。
- 2004年4月5日 - タイトルロゴ・セット等を大幅に変更し、メインキャスターに1999年3月に降板した村松文代を再び、サブキャスターに新人の貞平麻衣子、奥村奈穂美を起用。毎週金曜日に特集コーナー「140万人の堪忍袋!」を新設。
- 2004年10月4日 - テロップをJNNニュースの森と同じものに変更。
- 2005年3月28日 - 貞平、奥村が天気予報担当となり、サブキャスターに浅見智を起用（番組審議会の意見で男女のキャスターの方がいいという意見が圧倒的に多かったためとみられる）。イブニング・ファイブの開始に伴い、開始時間を18:16に繰り上げ、テロップをJNNイブニング・ニュースをベースとしたものに変更。
- 2005年10月7日 - 毎週金曜日に県内のスポーツ活動や週末の県内のスポーツ情報などを紹介するコーナー「がんスポ!」を新設。
- 2006年10月2日 - 地上デジタル放送の本放送開始に合わせ、テーマ曲、オープニング・エンディングCG、スタジオセットをリニューアル（オープニング・エンディングCGのみハイビジョンに対応）。
- 2006年12月12日 - 放送回数8000回を突破した。
- 2007年7月2日 - 地上デジタル放送において、本編のハイビジョン放送を開始。
- 2008年10月1日 - イブニング・ファイブ内で放送のスポーツコーナーのネットを開始。
- 2009年3月30日 - 総力報道!THE NEWSの開始に伴い、放送時間を18:05 - 18:45に移動し、タイトルロゴ、テーマ曲、テロップを一新（=IBC及び当番組独自デザインの見出し字・テロップを全廃し、全て「総力報道!THE NEWS」全国パートと同一デザインに衣替え）。村松が降板、浅見がメインに昇格。また、昇格した浅見に代わり、奥村を再びサブキャスターに起用。
- 2009年9月28日 - 番組改編により、放送時間を17:50 - 18:40に変更。また、全国ニュースとしてイブニングワイドの「きょうのニュース」を内包する。
- 2010年3月29日 - Nスタの開始に伴い、放送時間を18:15 - 18:55に変更。また、見出し・テロップのデザインをNスタと同一のもの（JNN統一フォーマット）に変更。
- 2011年4月4日 - 東日本大震災の発生により、震災関連報道が番組の中心となる。奥村に代わりサブキャスターに土村萌を起用。
- 2012年4月2日 - スタジオセット、番組ロゴ、テーマ曲等のリニューアル。震災後休止していた曜日特集の復活。
- 2012年10月1日 - 放送スタイルをリニューアル前のデスクを用いたものに戻す。金曜キャスターに神山、松原友希を起用。被災地の状況を報告する「仮設住宅は今」のコーナーを開始。
- 2013年4月1日 - 番組ロゴ、テーマ曲、テロップ等の再リニューアル。キャスターを8年間務めた浅見が卒業、それに代わって照井健が復帰。土村が番組を卒業し、甲斐谷望をサブキャスターとして起用。
- 2014年10月3日 - 放送回数10000回を突破した。当日は「10000回スペシャル」と題し、放送時間を拡大して16:53から放送。
- 2015年3月30日 - スタジオセットの一部変更。神山に代わり浅見が復帰、松原と木・金曜を担当。
- 2016年3月28日 - 番組ロゴ・テーマ曲・スタジオセット・テロップ等をリニューアル。メインキャスターに江幡平三郎を起用。奥村のキャスター復帰。
- 2016年9月23日 - 奥村が半年で卒業、代わって木・金曜担当の甲斐谷が全曜日のサブMCを担当することになった。
- 2018年1月15日 - 産休の為一時降板していた奥村が復帰。

## その他
- JNN各系列局の同時間帯ローカルニュースと素材を交換する企画が時折放送される。
- かつてはJNN東北・北海道交換ニュース（当放送局及び北海道放送・青森テレビ・東北放送・福島テレビ、のちにテレビユー福島の5局）も放送していた。現在も不定期に北海道・東北ブロック共通企画を放送している。
- 前述のとおり、番組テーマ曲は佐藤将展が手がけているが、2006年10月のリニューアル後、番組エンディングでのクレジットが「音楽：佐藤将展」から「音楽：オッド・イーブン」（佐藤の個人事務所）に変更された。なお、佐藤は他のIBC番組でもテーマ音楽を手がけている。
- 土曜日の放送が18:00開始となった1996年4月からは、毎日放送製作全国ネットのアニメ（『ママはぽよぽよザウルスがお好き』の途中から『ウルトラマンティガ』の途中まで）と放送枠を交換した為、アニメ枠は1週遅れの17:30開始となっていた。